# 浅見昇吾
浅見 昇吾（あさみ しょうご、1962年 - ）は、日本の哲学者、翻訳家。上智大学外国語学部ドイツ語学科教授。神奈川大学非常勤講師。

## 略歴
1981年千葉県立東葛飾高校卒業。1985年慶應義塾大学文学部卒業。1988年同大学院文学研究科修士課程修了。
慶大講師を経て、2004年より上智大学外国語学部に赴任。
上智大学生命倫理研究所所長を兼任。

## 著書

### 編著
- 『死ぬ意味と生きる意味』（上智大学出版） 2013年
- 『「終活」を考える』（上智大学出版） 2017年

### 共編著
- 『命と絆は守れるか?』（宇都宮健児, 稲葉剛、三省堂） 2012年
- 『人生の終わりをしなやかに』（アルフォンス・デーケン, 清水哲郎、三省堂） 2012年
- 『教養としての応用倫理学』（盛永審一郎、丸善出版） 2013年

## 翻訳
- 『白バラを生きる』（M・C・シュナイダー, W・ズュース、未知谷） 1995年
- 『うたかたの恋と墓泥棒』（ゲオルク・マルクス、青山出版社） 1997年
- 『この星でいちばん美しい愛の物語』（チンギス・アイトマートフ、花風社） 1999年
- 『ヒトはなぜ戦争をするのか?』（アルベルト・アインシュタイン, ジークムント・フロイト、養老孟司解説、花風社） 2000年、のち講談社学術文庫 2016年
- 『涙が星に変わるとき』（チンギス・アイトマートフ、花風社） 2002年
- 『パパ銀行のマネー哲学』（デーヴィッド・オーウェン、アンドリュース・クリエイティヴ） 2002年
- 『拝啓大統領閣下』（ゲイブ・ハドソン、アンドリュース・クリエイティヴ） 2003年
- 「90分でわかる」シリーズ（ポール・ストラザーン、WAVE出版） 2014年
  - 『90分でわかるサルトル』
  - 『90分でわかるカント』
  - 『90分でわかるアリストテレス』
  - 『90分でわかるアインシュタイン』
  - 『90分でわかるデカルト』
  - 『90分でわかるロック』
  - 『90分でわかるニーチェ』
  - 『90分でわかるウィトゲンシュタイン』
  - 『90分でわかるハイデガー』